# Куп европских шампиона 1961/62.
Куп европских шампиона 1961/62. је било 7. издање Купа шампиона, најјачег европског клупског фудбалског такмичења. Финале је одиграно 2. маја 1962. на Олимпијском стадиону у Амстердаму, где је Бенфика са 5:3 победила Реал Мадрид, чиме је освојила своју другу узастопну титулу. 
Португал је једини имао два представника, поред Бенфике, освајача Купа шампиона из претходне сезоне, још је играо и Спортинг Лисабон.

## Квалификације
| Екипа 1          | Рез. | Екипа 2          | 1 утакмица | 2 утакмица |
| ---------------- | ---- | ---------------- | ---------- | ---------- |
| Стеауа Букурешт  | 0:2  | Аустрија Беч     | 0:0        | 0:2        |
| Нирнберг         | 9:1  | Драмкондра       | 5:0        | 4:1        |
| Сервет           | 7:1  | Хибернијанс      | 5:0        | 2:1        |
| ЦДНА Софија      | 5:6  | Дукла Праг       | 4:4        | 1:2        |
| Гетеборг         | 2:11 | Фајенорд         | 0:3        | 2:8        |
| Горњик Забже     | 5:10 | Тотенхем хотспур | 4:2        | 1:8        |
| Стандард Лијеж   | 4:1  | Фредрикстад      | 2:1        | 2:0        |
| Форвертс Берлин  | 3:0  | Линфилд          | 3:0        | 1          |
| Монако           | 4:6  | Ренџерс          | 2:3        | 2:3        |
| Спортинг Лисабон | 1:3  | Партизан         | 1:1        | 0:2        |
| Панатинаикос     | 2:3  | Јувентус         | 1:1        | 1:2        |
| Спора Луксембург | 2:15 | Б 1913           | 0:6        | 2:9        |
| Вашаш            | 1:5  | Реал Мадрид      | 0:2        | 1:3        |

Напомена: Фенербахче, Хака (жребом) и Бенфика (као бранилац трофеја) су се директно пласирали у прво коло.
1 Утакмица није одиграна.

## Прво коло
| Екипа 1         | Рез. | Екипа 2          | 1 утакмица | 2 утакмица |
| --------------- | ---- | ---------------- | ---------- | ---------- |
| Фенербахче      | 1:3  | Нирнберг         | 1:2        | 0:1        |
| Аустрија Беч    | 2:6  | Бенфика          | 1:1        | 1:5        |
| Сервет          | 4:5  | Дукла Праг       | 4:3        | 0:2        |
| Фајенорд        | 2:4  | Тотенхем хотспур | 1:3        | 1:1        |
| Б 1913          | 0:12 | Реал Мадрид      | 0:3        | 0:9        |
| Партизан        | 1:7  | Јувентус         | 1:2        | 0:5        |
| Стандард Лијеж  | 7:1  | Хака             | 5:1        | 2:0        |
| Форвертс Берлин | 2:6  | Ренџерс          | 1:2        | 1:4        |

## Четвртфинале
| Екипа 1        | Рез. | Екипа 2          | 1 утакмица | 2 утакмица |
| -------------- | ---- | ---------------- | ---------- | ---------- |
| Нирнберг       | 3:7  | Бенфика          | 3:1        | 0:6        |
| Дукла Праг     | 2:4  | Тотенхем хотспур | 1:0        | 1:4        |
| Јувентус       | 1:11 | Реал Мадрид      | 0:1        | 1:0        |
| Стандард Лијеж | 4:3  | Ренџерс          | 4:1        | 0:2        |

1 Реал Мадрид победио Јувентус са 3:1 у утакмици разигравања и прошао у полуфинале.

## Полуфинале
| Екипа 1     | Рез. | Екипа 2          | 1 утакмица | 2 утакмица |
| ----------- | ---- | ---------------- | ---------- | ---------- |
| Бенфика     | 4:3  | Тотенхем хотспур | 3:1        | 1:2        |
| Реал Мадрид | 6:0  | Стандард Лијеж   | 4:0        | 2:0        |

## Финале
| Бенфика                                               | 5 – 3 | Реал Мадрид          |
| ----------------------------------------------------- | ----- | -------------------- |
| Агуаш 25’ · Кавим 34’ · Колуна 51’ · Еузебио 65’, 68' |       | Пушкаш 17’, 23', 38' |

| Победник Лиге шампиона 1961/62. |
| ------------------------------- |
| ФК Бенфика 2. титула            |

## Најбољи стрелци
| Поз | Играч              | Клуб             | Голова |
| --- | ------------------ | ---------------- | ------ |
| 1   | Алфредо Ди Стефано | Реал Мадрид      | 7      |
| 1   | Бент Лефгвист      | Б 1913           | 7      |
| 1   | Ференц Пушкаш      | Реал Мадрид      | 7      |
| 1   | Хајнц Стрел        | Нирнберг         | 7      |
| 1   | Хусто Техада       | Реал Мадрид      | 7      |
| 6   | Жозе Агуаш         | Бенфика          | 6      |
| 6   | Рожер Клаесен      | Стандард Лијеж   | 6      |
| 6   | Боби Смит          | Тотенхем хотспур | 6      |